# Ernest Petit (général)
Pour les articles homonymes, voir Ernest Petit et Petit.
Ernest Petit, né le 20 février 1888 à Paimbœuf (Loire-Inférieure) et mort le 28 mai 1971 à Créteil (Val-de-Marne), est un général et homme politique français.

## Biographie

### Famille et formation
Ernest Emile Abel Petit est le fils de Charles Petit, receveur des Postes, et de Marie Alexandrine Couillon. Formé au Lycée militaire de Saint-Cyr (promotion 1909), il y côtoie Charles de Gaulle. Sous-lieutenant en 1911, il est élevé au grade de lieutenant en 1913. 
Le 18 avril 1914, il épouse, à Lavau-sur-Loire, Clémence Marie Louise Orieux. Le 3 août suivant éclate la Grande guerre.

### Première Guerre mondiale
Pendant la Première Guerre mondiale, il est fait prisonnier le 23 août 1914 et détenu au fort d'Ingolstadt, où son compagnon de captivité est Charles de Gaulle, camarade de promotion à Saint-Cyr. Il s’en évada en janvier 1918, et rejoignit les lignes françaises. Il est promu capitaine en 1916.

### Entre-deux-guerres
Le 16 juin 1920, il est fait chevalier de la Légion d'Honneur .
Après avoir exercé un commandement au Maroc de 1918 à 1920, puis en Allemagne de 1920 à 1924, il fut successivement instructeur à Saint-Cyr de 1924 à 1926, stagiaire à l’École supérieure de Guerre de 1926 à 1928, affecté à l’état-major du Levant de 1928 à 1934, puis à celui de la Région de Paris de 1934 à 1936, professeur de tactique à l’École de Liaison et Transmissions jusqu’en 1938, puis chef de la Mission militaire française au Paraguay de 1938 à 1940.

### Seconde Guerre mondiale
En 1940, il rallie la France libre et devient, en janvier 1941, chef d'état-major du général de Gaulle à Londres. Il est promu général de brigade en novembre 1941. En 1942, il est désigné par le Comité national français pour diriger la mission militaire de la France libre en URSS. Il est à l'origine de la création de l'escadrille Normandie-Niemen. Il est mandaté auprès du gouvernement soviétique pour négocier la libération des Malgré-nous incarcérés dans le camp de Tambov. Il obtiendra la libération de 1500 d'entre-eux.

### Après-guerre
Après la Libération, devenu général de division, il commande la troisième région militaire à Rouen (de 1945 à 1946), puis, promu général de corps d'armée en août 1946, la région militaire de Paris (de 1946 à 1947).
Au début de 1947, il dirige le cabinet militaire de François Billoux, ministre PCF de la défense nationale. En décembre 1951, il fut mis à la retraite d’office par le ministre de la Guerre, Georges Bidault, pour avoir participé en tenue au défilé populaire du 14 juillet, officiellement à titre de sanction disciplinaire, mais en réalité en raison de son engagement politique.

### Carrière politique
Il est élu sénateur de la Seine en 1948, puis réélu le 18 mai 1952. Apparenté PCF au Conseil de la République, il siège dans les commissions de la défense nationale et des affaires étrangères. De 1953, à 1959, il est également membre de la commission des affaires économiques. 
En 1952, il se prononce contre la communauté européenne de défense. En janvier 1958, il fait une intervention remarquée sur la guerre d'Algérie dénonçant avec force « une guerre où l'on n'interdit pas de manière draconienne les atrocités et les tortures ». Il se prononce pour une paix par la négociation débouchant sur l’indépendance. En juin 1958, il vote contre le projet de réforme constitutionnelle.
Il est réélu en juin 1958 lors du dernier renouvellement du Conseil de la République. Il est également réélu pour les élections sénatoriales d’avril 1959, figurant en troisième position derrière Jacques Duclos et Georges Marrane. Il continue à s'exprimer en faveur d'une politique fondée sur la paix et le désarmement nucléaire.
Attaché à la notion d'« amitié entre les peuples », cet ami de Maurice Thorez préside, à partir de 1954, les Associations France-URSS et France-Hongrie, est vice-président de l’Association France-Vietnam dès juillet 1946 et membre du comité d’honneur des Amitiés franco-chinoises dans les années cinquante.
Militant de la cause de la paix, il fait partie du Conseil national du Mouvement de la paix de 1955 à 1970.

## Décorations
Il est plusieurs fois décoré en France et dans d'autres pays, :
- Commandeur de la Légion d'honneur
- Croix de guerre 1914-1918 avec palmes
- Croix de guerre 1939-1945
- Médaille des évadés
- Médaille de la Résistance française avec rosette
- Ordre militaire d'Ayacucho (Pérou)
- Ordre du Soleil du Pérou (orden El Sol del Peru)
- Ordre du Drapeau rouge (URSS)
- Médaille soviétique de la victoire
- Ordre du Héros du Travail socialiste
- Commandeur du Mérite militaire du Paraguay

### Dossiers militaires
- Registre matricule d'Ernest Petit, recrutement de la Roche-sur-Yon, dossier: 1R633 - 1908 - LRSY - (3e vol., n° 1001-1500)